# Ukrzaliznycja
AT Ukraïns'ka zaliznicja (in ucraino АТ Українська залізниця?), meglio nota attraverso l'abbreviazione Ukrzaliznycja (in ucraino Укрзалізниця?) o l'acronimo UZ, è un'azienda pubblica ucraina, interamente controllata dal governo ucraino, che gestisce i trasporti ferroviari di merci e passeggeri in Ucraina.
Nel 2020, la lunghezza totale della principale rete ferroviaria a scartamento largo (1.520 mm) era di 19.787 chilometri, rendendola la 13a più grande del mondo. L'Ucraina ha anche molti tratti di ferrovia a scartamento ordinario (1.435 mm), e sta attualmente lavorando per ampliarli al fine di migliorare i suoi collegamenti con l'Unione Europea.

Nel 2015, le ferrovie ucraine si sono trasformate attraverso la fusione di un'agenzia statale e di un'impresa statale in una società per azioni pubblica di proprietà statale. 
L'Amministrazione della società Statale del Trasporto Ferroviario è subordinata al Ministero delle Infrastrutture, amministrando le ferrovie attraverso le sei compagnie ferroviarie territoriali che controllano e forniscono immediatamente tutti gli aspetti del trasporto ferroviario e della manutenzione sotto il marchio comune Ukrzaliznytsia.
Il direttore generale dell'amministrazione è nominato dal gabinetto dei ministri dell'Ucraina.
L'amministrazione impiega più di 403.000 persone in tutto il paese.

## Organizzazione
Si tratta di un'azienda a capitale interamente pubblico ed è controllata dal Gabinetto dei ministri, il quale nomina il direttore generale, attraverso il Ministero delle infrastrutture. Il servizio viene gestito da sei divisioni territoriali:

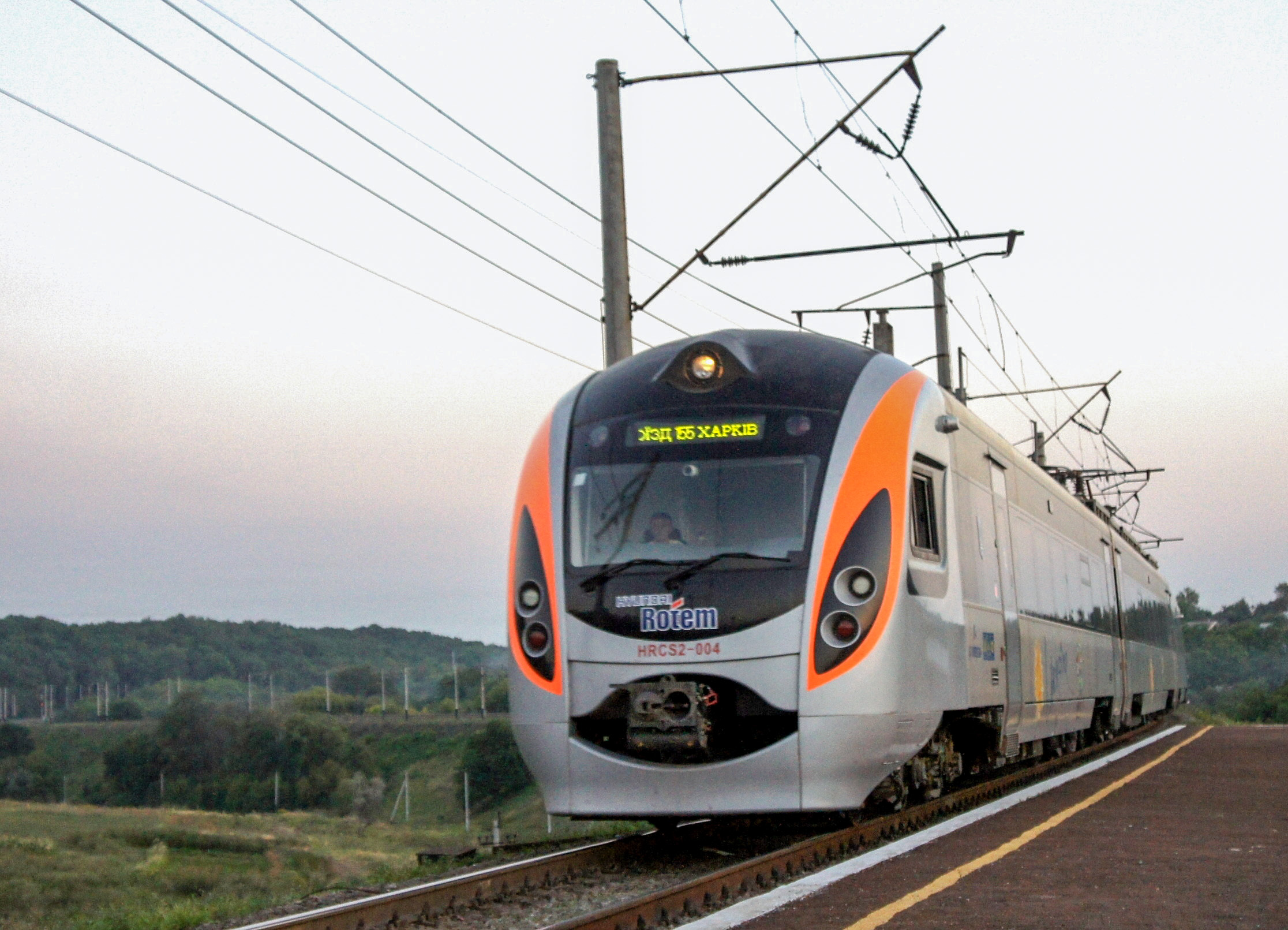
HRCS2

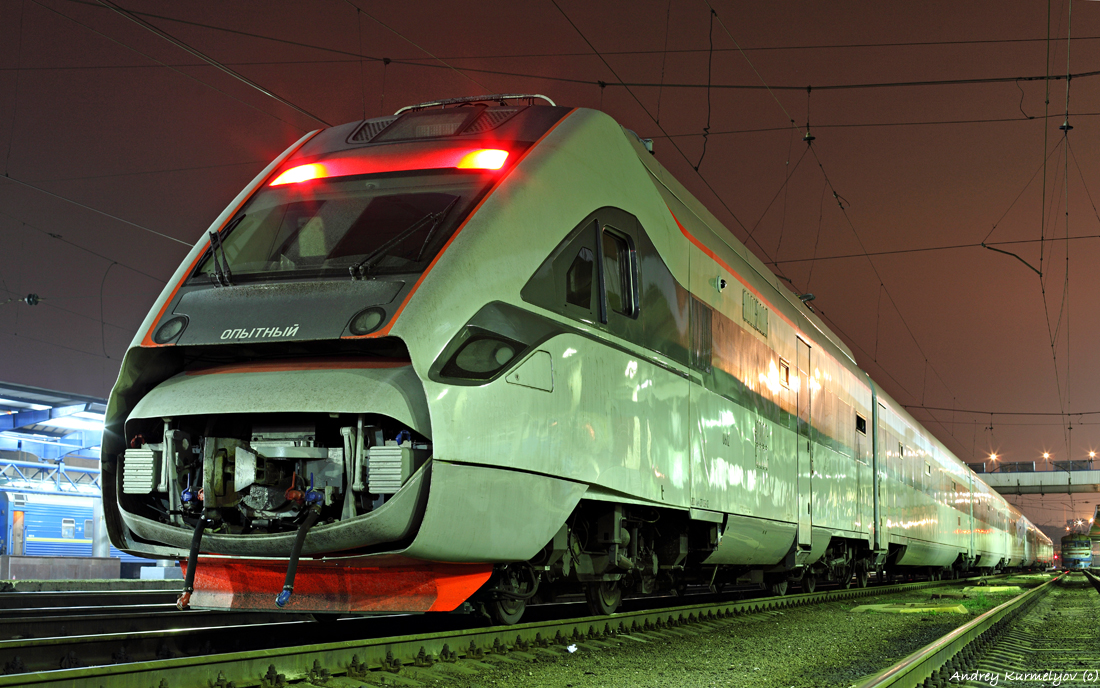
ЭКр1

- Ferrovia del Cisdnepr
- Ferrovia di Donec'k
- Ferrovia di Leopoli
- Ferrovia Meridionale
- Ferrovia Sud-Occidentale

## Distintivi di qualifica
| Carriera dirigenza | Carriera dirigenza | Carriera dirigenza | Carriera dirigenza | Vice Direttore generale | Vice Direttore generale - Vice capo | Direttore generale - Capo |
| ------------------ | ------------------ | ------------------ | ------------------ | ----------------------- | ----------------------------------- | ------------------------- |
|                    |                    |                    |                    |                         |                                     |                           |

|  | Manovale | Capo squadra | Carriera medio | Carriera medio | Carriera medio | Carriera medio | Carriera direttivo | Carriera direttivo | Carriera direttivo |
|  | -------- | ------------ | -------------- | -------------- | -------------- | -------------- | ------------------ | ------------------ | ------------------ |
|  |          |              |                |                |                |                |                    |                    |                    |